# Mesogona eremicola
Mesogona eremicola är en fjärilsart som beskrevs av Otto Staudinger 1871. Mesogona eremicola ingår i släktet Mesogona och familjen nattflyn. Inga underarter finns listade i Catalogue of Life.